# Dominància apical

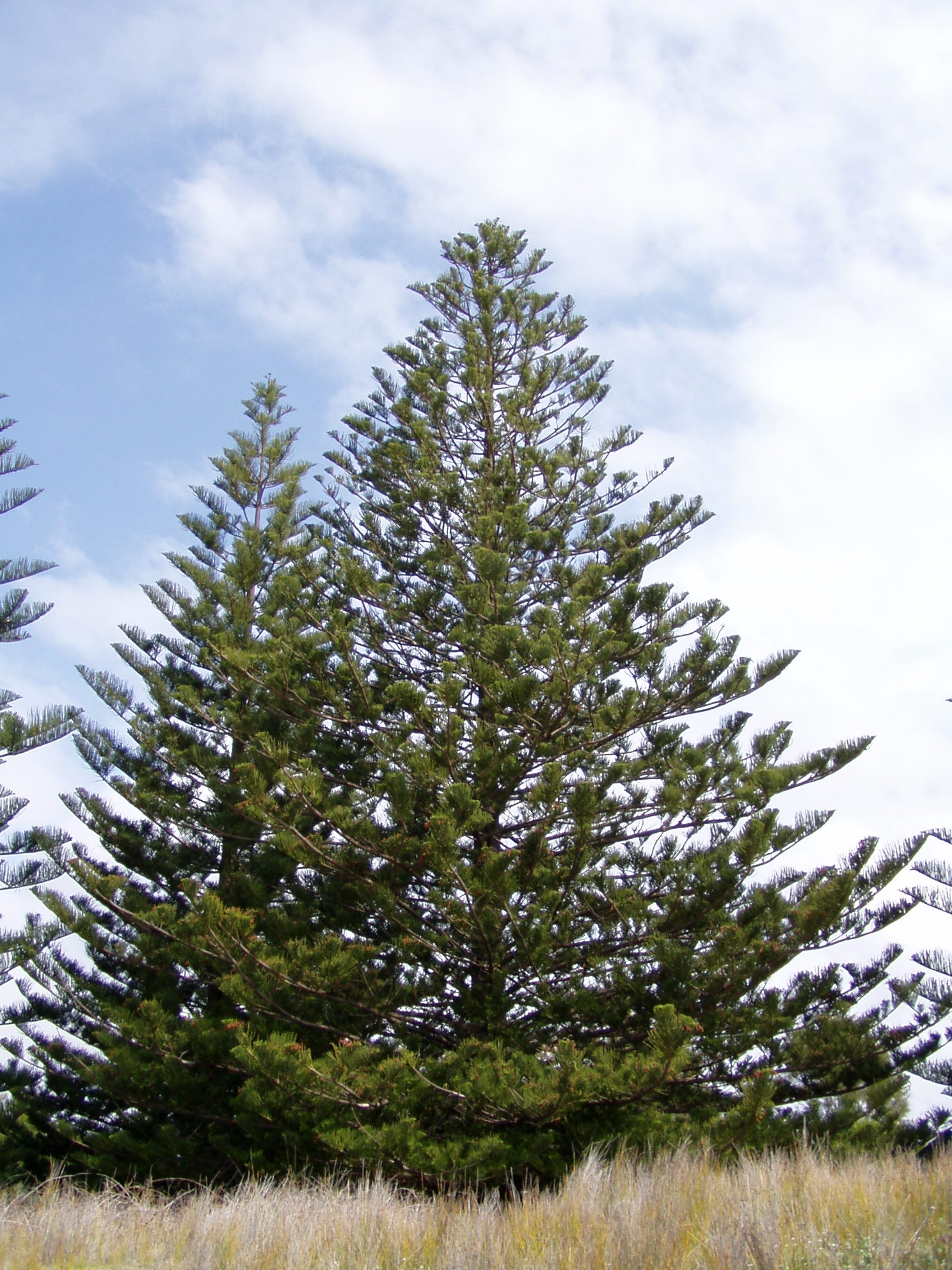
Moltes coníferes mostren una dominància apical particularment forta, Araucaria heterophylla, South Durras, Nova Gal·les del Sud, Austràlia.

La dominància apical en la fisiologia vegetal és el fenomen pel qual la tija central principal de la planta domina sobre (és a dir, que creix més forta que) les altres tiges del costat. En una branca la tija principal és dominant sobre els branquillons del costat.
Típicament, el final d'un brot conté una gemma apical, que és on ocorre el creixement del brot. La gemma apical produeix IAA, una auxina que inhibeix el creixement de les gemmes laterals més avall de la tija. Quan es treu la gemma apical, les concentracions més baixes d'IAA permeten que les gemmes laterals creixin i produeixin nous brots, els quals competeixen per passar a ser els de creixement director. Les tècniques d'esporgat, com les de tallar tota la planta arran de terra i produir nous tanys. fan ús de la resposta natural de les plantes als danys directes al creixement i produeixen la forma, mida o nivell de productivitat desitjats de la planta.
Alguns arbres fruiters tenen una forta dominància apical que es pot reduir interrompent el flux d'auxines per sobre de les gemmes del costat que es vol estimular. Això es fa sovint en els vivers d'arbres joves.
Ocasionalment una forta dominància apical és un avantatge, com en la varietat de pomera «Ballerina». Això, junt amb portaempelts nans, permet fer pomeres nanes que es poden cultivar en petits jardins.